# Ratolí de Thomas ashaninca
El ratolí de Thomas ashaninca (Thomasomys onkiro) és una espècie de rosegador de la família dels cricètids. És endèmic del sud del Perú, on viu a altituds d'aproximadament 3.350 msnm. Es tracta d'un animal terrestre. El seu hàbitat natural són els boscos montans. Està amenaçat per la desforestació, la fragmentació d'hàbitat i l'agricultura. El seu nom específic, onkiro, significa ‘ratolí’ en ashaninca.